# Batraul
Batraul (en népalais : बत्रौल) est un comité de développement villageois du Népal situé dans le district de Sarlahi. Au recensement de 2011, il comptait 4 881 habitants.